# Эстер, Фредерик
Фредери́к Эсте́р (фр. Frédéric Esther; род. 8 июня 1972, Мёлан-ан-Ивелин) — французский боксёр, представитель средних весовых категорий. Выступал за сборную Франции по боксу во второй половине 1990-х годов, чемпион Европы, бронзовый призёр чемпионата мира, трёхкратный победитель французского национального первенства, участник летних Олимпийских игр в Сиднее. В период 2000—2004 годов боксировал также на профессиональном уровне.

## Биография
Фредерик Эстер родился 8 июня 1972 года в коммуне Мёлан департамента Ивелин. Проходил подготовку в боксёрском клубе «Ла-Плен».

### Любительская карьера
Впервые заявил о себе в 1995 году, став чемпионом Франции в первой средней весовой категории. Принял участие в матчевой встрече со сборной США в Атланте, выиграв у достаточно известного американского боксёра Роши Уэлса.
Год спустя вошёл в основной состав французской национальной сборной и побывал на чемпионате Европы в Вайле, где потерпел поражение уже на предварительном этапе. Боксировал на международных турнирах «Странджа» в Болгарии и «Хиральдо Кордова Кардин» на Кубе — в последнем случае проиграл в четвертьфинале титулованному кубинцу Альфредо Дуверхелю.
В 1997 году стал бронзовым призёром чемпионата Франции, одержал победу на Кубке Акрополиса в Греции, побывал на чемпионате мира в Будапеште, где в 1/8 финала вновь был остановлен кубинцем Дуверхелем.
На европейском первенстве 1998 года в Минске одолел всех своих соперников в первом среднем весе и завоевал награду золотого достоинства. При этом в зачёте французского национального первенства стал серебряным призёром.
В 1999 году одержал победу на чемпионате Франции и получил бронзу на мировом первенстве в Хьюстоне — на стадии полуфиналов уступил румыну Марьяну Симьону.
Выиграв в третий раз чемпионат Франции, в 2000 году Эстер съездил на чемпионат Европы в Тампере и благодаря череде удачных выступлений удостоился права защищать честь страны на летних Олимпийских играх в Сиднее — благополучно прошёл здесь первых двоих оппонентов в категории до 71 кг, но в третьем четвертьфинальном поединке досрочно проиграл румыну Симьону, который в итоге стал серебряным призёром этого олимпийского турнира.

### Профессиональная карьера
Вскоре по окончании сиднейской Олимпиады Фредерик Эстер покинул расположение французской сборной и в декабре 2000 года успешно дебютировал на профессиональном уровне. В течение трёх лет одержал четырнадцать побед, потерпев при этом только одно поражение — решением большинства судей от португальца с отрицательным рекордом Элизеу Ногейры.
В 2004 году удостоился права оспорить титул чемпиона Франции среди профессионалов во втором среднем весе, но уступил по очкам соотечественнику Жан-Полю Менди. На этом поражении принял решение завершить карьеру профессионального спортсмена.